# Jaktens tid
Jaktens tid är det finska black-/folk metal-bandet Finntrolls andra album, som gavs ut den 18 september 2001 av Spinefarm Records.
Jojkandet på skivan görs av Jonne Järvelä som är sångare i folk-/viking metalbandet Korpiklaani från Finland.

## Låtförteckning
1. "Krig" (Intro) – 2:09
2. "Födosagan" (Katla/Somnium) – 5:03
3. "Slaget vid Blodsälv" (Katla/Trollhorn) – 3:17
4. "Skogens hämnd" (Katla/Somnium/Trollhorn) – 4:06
5. "Jaktens tid" (Katla/Somnium) – 3:34
6. "Bakom varje fura" (Katla/Trollhorn) – 2:15
7. "Kitteldags" (Katla/Somnium/Trollhorn) – 2:05
8. "Krigsmjöd" (Katla/Trollhorn/Tundra) – 3:10
9. "Vargtimmen (Hedningarna-cover)" (trad.) – 3:31
10. "Kyrkovisan" (Katla/Trollhorn) – 1:22
11. "Den hornkrönte konungen (Rivfaders tron)" (Katla/Trollhorn) – 3:45
12. "Aldhissla" (Katla/Somnium) – 6:28
13. "Tomhet och tystnad härska" (Outro) – 4:35

## Medverkande
Finntroll
- Skrymer (Samuli Ponsimaa) – rytmgitarr
- B. Dominator (Samu Ruotsalainen) – trummor, slagverk, kör
- Katla (Jan Jämsen) – sång
- Tundra (Sami Uusitalo) – basgitarr, kör
- Trollhorn (Henri Sorvali) – keyboard
- Somnium (Teemu Raimoranta) – gitarr

Gästmusiker
- Jonne Järvelä – jojkning, kör
- Hanky Bannister – banjo
- Vicar Tapio Wilska – latinskt mumlande

Produktion
- Tuomo Valtonen – inspelning, mixning
- Mika Jussila – mastering
- Skrymer – omslagsdesign
- Toni Härkönen – foto